# 大安山乡 (东平县)
大安山乡，是中华人民共和国山东省下辖的一个已经撤销的乡。该乡于1984年建立，时属梁山县，后划归东平县。2001年初并入商老庄乡，存在时长共17年。
大安山乡位于东平县西南部，东平湖南岸，渔业发达，为东平县重要的稻米和水产品产区。1986年至2001年间，该乡为东平县人口最少、陆地面积最小、行政村最少的乡镇。

## 历史
先秦时期，大安山乡境域为须句国地，后为鲁国地。汉至元，历属东平国、东平郡、东平府、东平路。元朝开凿大运河后，安山镇逐渐繁盛，成为重要的渡口、闸口。清代至民国初年分属西乡智明保、智恭保、东启智保。1936年主要属东平九区，其中安山镇为九区区公所驻地。1940年时中國共產黨單方面將安山鎮划归昆山县抗日民主政府。1949年，昆山县更名梁山县，大安山属梁山八区。1958年2月梁山八区撤销，设立安山乡，同年八月，安山乡划归孙庄卫星人民公社。1960年至1964年，东平湖蓄洪，大安山一带居民迁离，1964年下半年开始回迁，1965年建立大安山人民公社。1984年撤销人民公社建制，建立大安山乡，次年十二月划归东平县管辖。
2001年初，大安山乡撤销，并入商老庄乡。

## 地理环境

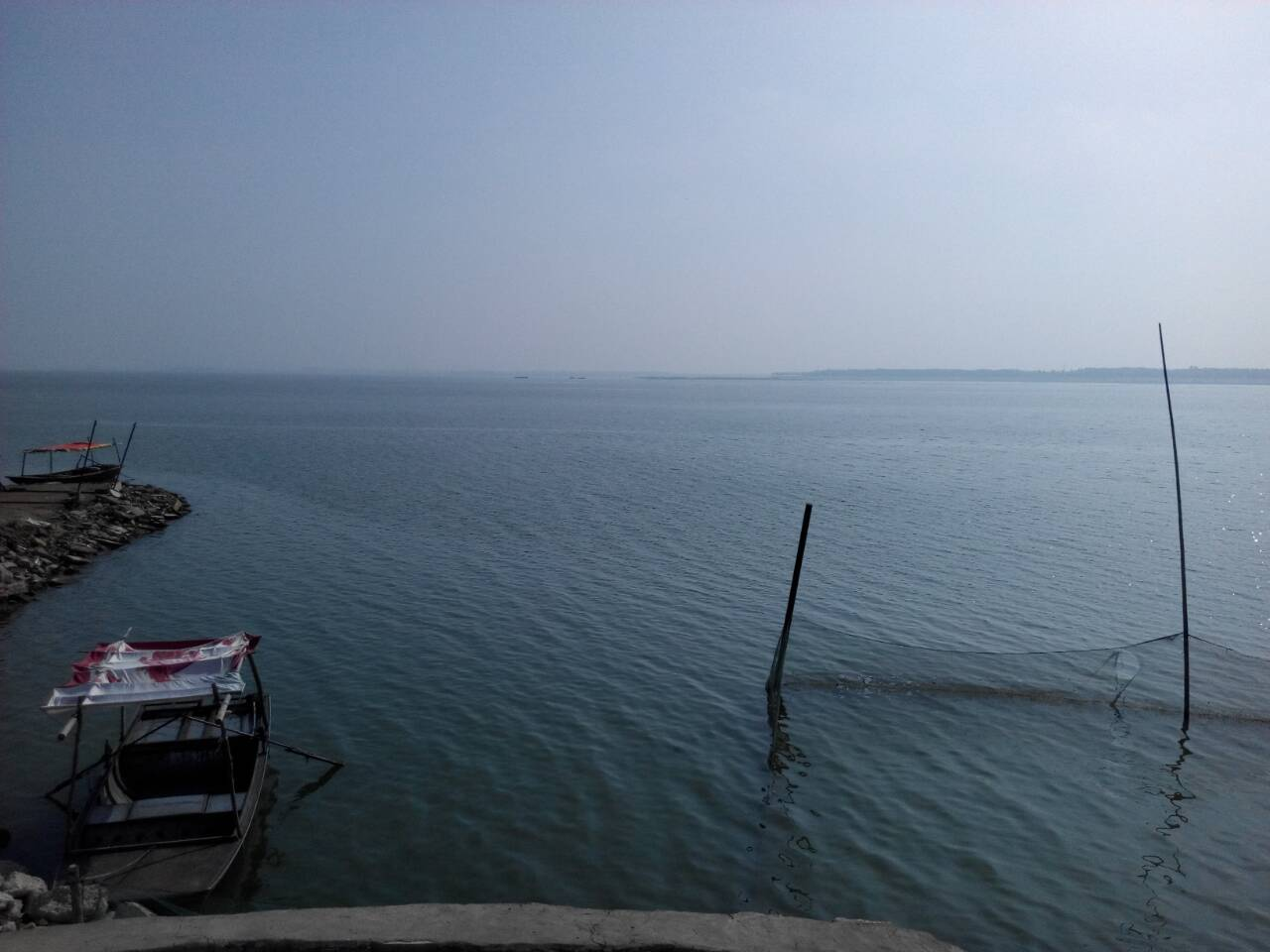
东平湖，摄于大安山，2017年

大安山乡位于东平县西南部，西临商老庄乡，东临新湖乡，南接梁山县，北面则为东平湖。其所轄陸地东西宽6千米，南北长4千米。包括所管辖的东平湖水面在内，面积共45.63平方千米。驻地大安山村距离东平县城24公里。
大安山乡整体地势平坦而低洼，主要地形是平原和洼地，东部略高，最高海拔43.2米，最低仅有37.8米。柳长河南北纵贯其西部。该乡处于东平湖一级湖和二级湖之间，为东平县和梁山县之间的洪水走廊。中华人民共和国建立后，政府扩建东平湖水库，政府和当地人大量取地表土用以修筑东平湖堤和防洪房台，造成地势更为低洼，形成了大安山乡占据陆地面积一半的涝洼地。

## 行政区划
1985年底，大安山乡下辖三个管理区和九个行政村，行政驻地位于大安山村。大安山乡下辖的行政村有（括号外为其同时下辖的自然村）：
大安山村（一里庄）、新光村（和尚庄、后屯）、潘孟于村（前郁村、后郁村、前莲花井、后莲花井、杨庄）、新村、八里湾村（卜庄、三里堡、宋江碑、三义庄）、义和堤村（小堤子、十里堡、后十堡、朱庄、后固堆、前徐庄、后三里堡、后徐庄、七里河、李庄、姚庄、贾庄、刘庄）、沈堤口村（郭堤口村）、三里庄村和薛庄村。

## 经济
20世纪90年代，大安山乡以种植业为主，其次为渔业，也有工业和旅游业。在大安山的九个行政村中，有四个农业村、两个渔业村和三个半农业渔村。其出产的种植作物有小麦、大豆、玉米、水稻等，湖产品有一百余种，有鱼、虾、芡、菱等。水稻、芡实、菱角为其重要的土特产。
1993年，大安山乡社会总产值为1910万元，国民收入988万元。当年工业企业总产值和农业总产值分别为897万元和1305万元，财政收入27万元。

## 人口
1993年时，大安山乡有人口11787人，其中农业人口11365人。汉族为大安山乡主体民族，其次为回族，占总人口6%。根据2000年中国第五次人口普查的数据，大安山乡共有人口10262人，为东平县人口最少的乡镇。其中男性5208人，占总人口的50.25%，女性5054人，占总人口的49.75%。共有家庭2504户，家庭户总人口10164人，平均每户4.06人。十四岁以下儿童共2048人，占总人口19.96%；15至64岁人口共7403人，占总人口72.14%；65岁及以上的老年人共811人，占总人口7.90%。本地居住的人口中，有9987人拥有本地户籍，占总人口的97.32%。

## 文化
大安山集为当地重要集市，农历每月五、十逢集。

## 基础设施
州商（州城—商老庄）公路东西横穿大安山乡中部，济安（济宁—大安山）公路直接连接了大安山与济宁。至1993年，大安山乡已经实现村村通车，村村通电。
1993年，大安山乡有一所中学，六所小学，在校学生共1872人。乡内有一所卫生院、八所卫生室和一处敬老院。

### 引用
1. 1 2  东平县史志办公室.  (2019-07-19).   [2019-07-19]. （原始内容存档于2019-07-19）.
2. 1 2 3 4 5 6  东平县地名委员会办公室 1993，第23頁
3. 1 2 3 4 5 6  东平县史志办公室.  (2019-07-19).   [2019-07-19]. （原始内容存档于2019-07-19）.
4. ↑  东平县地名委员会办公室 1993，第24-25頁
5. 1 2  东平县民政局 2005，第72頁
6. ↑  东平县史志办公室. .   [2019-07-19]. （原始内容存档于2019-07-19）.
7. ↑  . www.liangshan.gov.cn.   [2017-07-27]. （原始内容存档于2017-08-19）.
8. ↑  山东省东平县志编纂委员会. .   [2019-07-18]. （原始内容存档于2019-07-20）.
9. ↑  东平县史志办公室.  (2019-07-19).   [2019-07-19]. （原始内容存档于2019-07-19）.
10. ↑  东平县民政局 2005，第71頁
11. ↑  东平县史志办公室.  (2019-07-19).   [2019-07-19]. （原始内容存档于2019-07-19）.
12. ↑  东平县史志办公室.  (2019-07-19).   [2019-07-19]. （原始内容存档于2019-07-19）.
13. ↑  东平县史志办公室.  (2019-07-19).   [2019-07-19]. （原始内容存档于2019-07-19）.
14. ↑  东平县史志办公室.  (2019-07-19).   [2019-07-19]. （原始内容存档于2019-07-19）.
15. ↑  东平县史志办公室.  (2019-07-19).   [2019-07-19]. （原始内容存档于2019-07-19）.
16. ↑  中华人民共和国统计局. . 2000. （原始内容存档于2012-04-07）.
17. ↑  东平县史志办公室.  (2019-07-19).   [2019-07-19]. （原始内容存档于2019-07-19）.
18. ↑  东平县史志办公室.  (2019-07-19).   [2019-07-19]. （原始内容存档于2019-07-19）.
19. ↑  东平县史志办公室.  (2019-07-19).   [2019-07-19]. （原始内容存档于2019-07-19）.